# Night of Champions 2012
Night of Champions 2012 è stata la sesta edizione dell'omonimo evento in pay-per-view prodotto dalla WWE. L'evento si è svolto il 16 settembre 2012 al TD Garden di Boston (Massachusetts).

## Storyline
Nella puntata di SmackDown del 24 agosto, Randy Orton chiede di avere un match per il World Heavyweight Championship detenuto da Sheamus. Quest'ultimo accetta la sfida lanciatagli dall'Apex Predator ma il General Manager dello Show blu Booker T non è d'accordo e, vedendo un Alberto Del Rio infuriato per quanto accaduto 5 giorni prima a SummerSlam, decide di mettere a confronto per la medesima sera proprio Orton e Del Rio con il vincitore che avrebbe affrontato il Campione Sheamus a Night of Champions. Il vincitore si rivela essere Del Rio che riesce a sottomettere alla Rio Grande Orton diventando così nuovamente il primo sfidante al Titolo.
Nella puntata di Raw post-SummerSlam del 20 agosto, CM Punk rivela che il suo prossimo sfidante a Night of Champions sarà John Cena. Alla fine della medesima serata, Cena raggiunge Punk sul ring, con quest'ultimo che esige dal primo una cosa soltanto per diventare ufficialmente il primo sfidante, dichiarare apertamente che Punk è il vero Best in the World. John Cena rifiuta di dirglielo comunicandogli che i veri campioni si conquistano il rispetto e il prestigio non tramite le parole, ma con i fatti. Alla fine della discussione, Cena se ne va lasciando in sospeso la chiamata ad essere il primo sfidante di CM Punk.
Kane e Daniel Bryan, che si devono riappacificare per non tornare a fare la terapia che gli aveva ordinato AJ per il controllo della rabbia, vincono un match contro i PrimeTime Players, laureandosi così #1 contenders ai titoli di coppia.
Nella puntata di Raw del 20 agosto viene sancito una Battle Royal tutta al femminile per decretare la nuova sfidante di Layla per il Divas Championship. La vincitrice è Kaitlyn che così affronterà la campionessa con il Titolo in palio. Ma la sera del PPV Kaitlyn si infortuna, a sostituirla sarà Eve Torres.
Nelle ultime settimane si sono create rivalità fra The Miz e Rey Mysterio e fra Cody Rhodes e Sin Cara. Nella puntata di SmackDown del 14 settembre viene ufficializzato dal General Manager Booker T che per Night of Champions i 4 lottatori si daranno sfida tutti sul ring con in palio il titolo Intercontinentale.
Nella puntata di Raw del 10 settembre viene annunciato che a Night of Champions Antonio Cesaro dovrà difendere la propria cintura dall'assalto di colui che durante il Pre-Show vincerà la Battle Royal.
Durante una puntata di SmackDown del 24 agosto, mentre Dolph Ziggler stava per incassare il Money in the Bank ai danni del campione in carica Sheamus, interviene Randy Orton che lo stende con una RKO e quindi incominciando una feud con quest'ultimo.
Nella puntata di Raw del 27 agosto Orton fa coppia con Sheamus riuscendo a sconfiggere Dolph Ziggler e Alberto Del Rio. Nella puntata di SmackDown del 31 agosto Orton riesce sconfigge Dolph Ziggler.
Nella puntata di Raw del 3 settembre è Dolph Ziggler a trionfare grazie ad un roll-up furbesco dello Show Off riuscendo finalmente a sconfiggere "The Viper". I due quindi si affronteranno a Night of Champions per pareggiare i conti.

## Evento

### Pre Show
Prima che il pay-per-view avesse inizio, si svolse una battle royal a 16 uomini per un incontro valido per lo United States Championship più tardi nella stessa sera. Zack Ryder vinse la battle royal dopo aver eliminato per ultimo Tensai.

### Incontri preliminari
L'evento si aprì con il Fatal 4-way match valido per il WWE Intercontinental Championship tra il campione The Miz e gli sfidanti Rey Mysterio, Cody Rhodes e Sin Cara. Verso la fine, Sin Cara mise una maschera nel volto di The Miz. Rhodes eseguì una Cross Rhodes su Cara ma Miz colpì Rhodes con la Skull Crushing Finale per mantenere il titolo.
Nel secondo incontro, Kofi Kingston e R-Truth difesero il WWE Tag Team Championship contro il Team Hell No (Daniel Bryan e Kane). Il match si concluse quando Bryan spinse Kane dalla terza corda facendolo cadere sopra Kingston ottenendo lo schienamento vincente.
Nel terzo match, Antonio Cesaro difese il WWE United States Championship contro Zack Ryder. Cesaro eseguì una Neutralizer su Ryder per mantenere il titolo.
Nel quarto match, Randy Orton affrontò Dolph Ziggler. Orton colpì Ziggler con una DDT elevata eseguita sulle barricate e tentò lo schienamento che fu interrotto da Ziggler dopo che quest'ultimo aveva messo il piede sulla corda. Orton tentò una RKO ma Ziggler la deviò applicando una Sleeper Hold, non andata a segno. Orton vinse l'incontro dopo aver eseguito una RKO su Ziggler.

## Risultati
| #       | Incontri                                                          | Stipulazioni                                                                     | Durata |
| ------- | ----------------------------------------------------------------- | -------------------------------------------------------------------------------- | ------ |
| Kickoff | Zack Ryder ha vinto eliminando per ultimo Tensai                  | Battle royal per determinare il primo sfidante al WWE United States Championship | 05:43  |
| 1       | The Miz (c) ha sconfitto Cody Rhodes, Rey Mysterio e Sin Cara     | Fatal four-way match per il WWE Intercontinental Championship                    | 12:05  |
| 2       | The Team Hell No ha sconfitto Kofi Kingston e R-Truth (c)         | Tag team match per il WWE Tag Team Championship                                  | 08:30  |
| 3       | Cesaro (c) (con Aksana) ha sconfitto Zack Ryder                   | Single match per il WWE United States Championship                               | 06:40  |
| 4       | Randy Orton ha sconfitto Dolph Ziggler (con Vickie Guerrero)      | Single match                                                                     | 18:24  |
| 5       | Eve Torres ha sconfitto Layla (c)                                 | Single match per il WWE Divas Championship                                       | 07:05  |
| 6       | Sheamus (c) ha sconfitto Alberto Del Rio                          | Single match per il World Heavyweight Championship                               | 14:25  |
| 7       | CM Punk (con Paul Heyman) vs. John Cena è terminato in no contest | Single match per il WWE Championship                                             | 26:55  |